# 항원제시
항원제시(抗原提示, 영어: antigen presentation)는 대식세포나 수지상세포 등이 체내에 침입한 항원을 T 세포가 감지하도록 제시하는(보여주는) 과정이다. 일부 획득면역이 작동하기 위해서는 내재면역계가 먼저 위험한 항원과 그렇지 않은 물질을 구분하여 획득면역계에 항원을 제시해야 한다. 세균이나 바이러스에 감염된 세포 등은 자기 자신의 세포와 다른 항원을 가지고 있으므로 이를 인식하여 비자기물질을 찾는다.

## 항원 인식
B 세포와 달리 T 세포는 항원(슈퍼항원 제외)이 반드시 항원제시세포에 의해서 제시되어야만 인식할 수 있다. 이는 T 세포 수용체가 적합한 주조직적합성복합체(MHC, Major Histocompatibility Complex)과 결합된 항원 펩타이드만을 인식할 수 있기 때문이다.
대부분의 세포들은 항원 제시를 하여 획득면역을 활성화 시킬 수 있다. 그러나 실제로 항원을 획득하여 미성숙 T 세포에 항원을 제시하는 세포는 주로 수지상 세포, 대식세포, B 세포 등이다. 말하자면 이 세포들은 항원 제시를 전문적으로 담당하는 항원제시세포(APC, Antigen Presenting Cell)인 것이다. 이 전문적인 항원제시세포는 T 세포의 활성을 돕는 면역 자극성 수용체를 지니고 있다.
여러 종류의 T 세포들은 항원제시세포들에 의해 활성화되며, T 세포는 그 종류에 따라서 각기 다른 종류의 항원을 처리할 수 있다. 특정 종류의 T 세포가 활성화되면 특정한 종류의 항원이 처음으로 항원제시세포를 만난 곳에서 면역 반응이 일어나게 된다.

## 같이 보기
- 면역계
- 면역학
- 면역학적 시냅스